# Bad Sülze
Bad Sülze (pronunciación en alemán: /baːt ˈzʏlt͡sə/ⓘ) es un municipio situado en el distrito de Pomerania Occidental-Rügen, en el estado federado de Mecklemburgo-Pomerania Occidental (Alemania), a una altitud de 11 metros. Su población a finales de 2016 era de 1800 habs. y su densidad poblacional, 67 hab/km².